# Johannelunds koloniträdgårdsförening

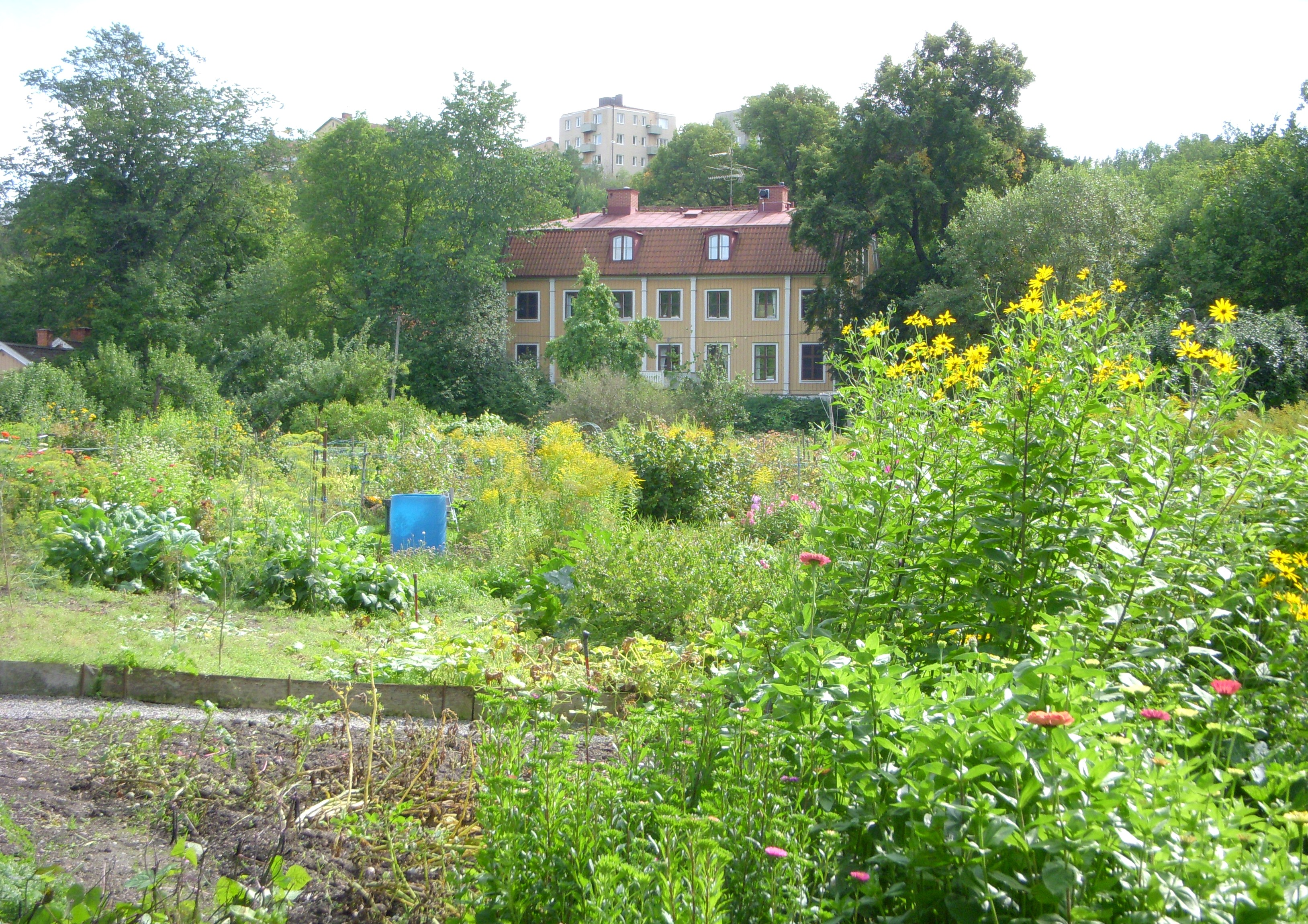
Johannelunds koloniträdgård.

Johannelunds koloniträdgårdsförening är en koloniförening, som ligger i norra Traneberg i Bromma i västra Stockholm. Johannelunds koloniträdgårdsförening ligger på Missionsvägen på det tidigare trädgårdsområdet vid  Johannelunds gård. Koloniträdgårdsföreningen bildades 1972 och har idag omkring 120 odlingslotter. Föreningen består av odlingslotter utan stugor.

## Historik

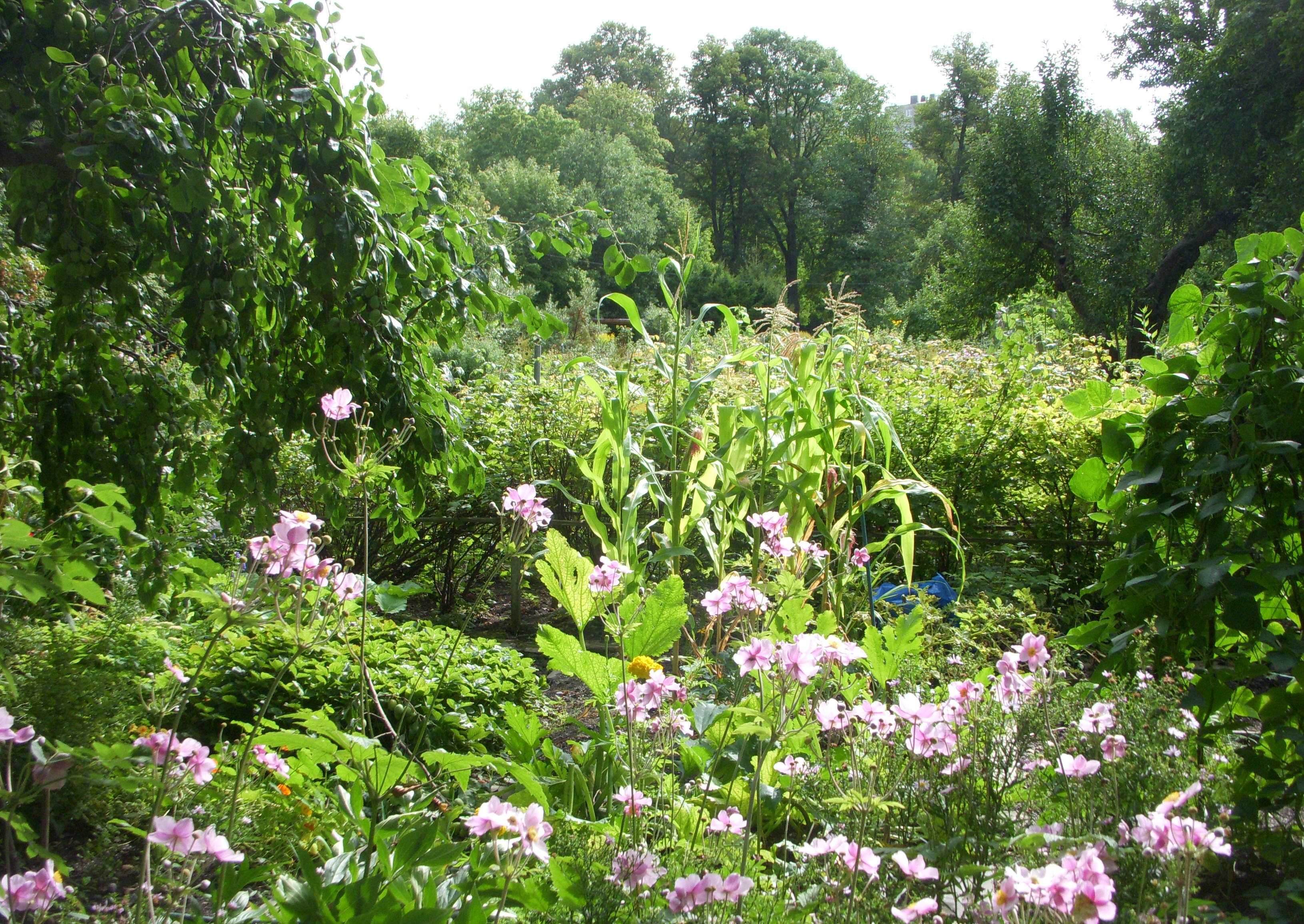
Johannelunds koloniträdgård.

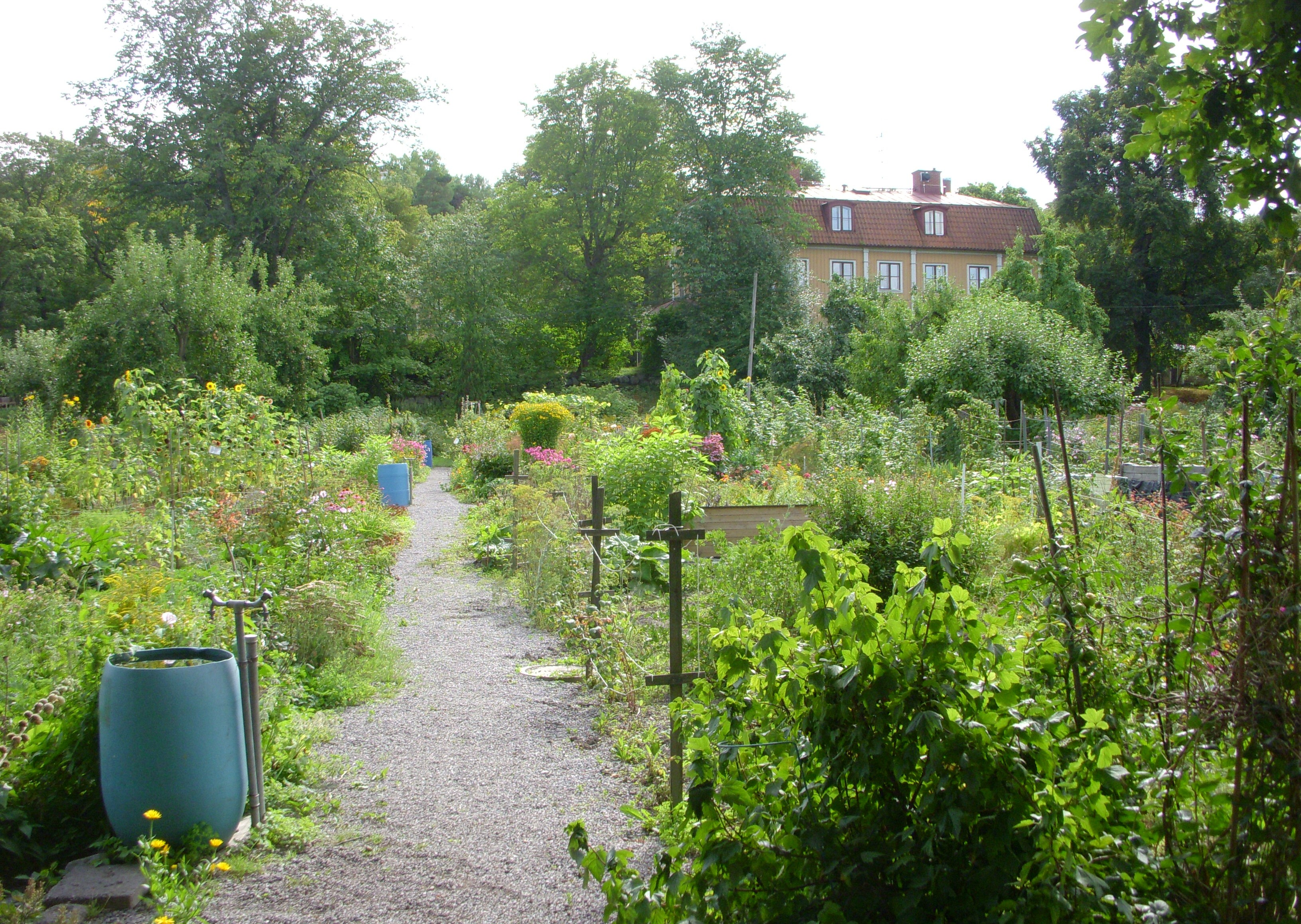
Johannelunds koloniträdgård.

När koloniträdgården stakades ut år 1972 var området en enda stor igenvuxen äng. Ängen hade legat i träda i sex år efter att John Sundberg överlät arrendet av trädgårdsmarken till Stockholms stad. 1919 köpte Stockholms stad Johannelund och arrenderade ut den till missionsskolan och till restaurangkoncernen Sara-bolagen. John Sundberg var trädgårdsmästare och han skötte Sara-bolagens produktion. Sara-bolagen odlade grönsaker för sina restauranger på Johannelunds trädgårdsmark. När koloniträdgården skulle anläggas tog man bort trädrötter och anlade gångstigar med grus.

## Klubbstugan och odlingslotterna
Nordöst om Johannelunds gård ligger föreningens klubbstuga. Den har tidigare varit tvättstuga och bryggstuga och är nu K-märkt av Stockholms stadsmuseum. Klubbstugan kallas "tvättstugan" i Brandförsäkringsverkets handlingar och är troligen uppförd i samband med den övriga bebyggelsen vid Johannelunds gård. På 1820-talet byggdes den ut och fick sitt nuvarande utseende.
Kolonisterna tog hand om trädgården. Här finns 71 odlingslotter (nr 1-71), Tulpan och Linnéa. Nordväst om dessa finns 18 odlingslotter. Öster om Johannelunds gård ligger Maranata med 11 odlingslotter. Dessa tillkom 1981 och namngavs efter Maranatarörelsen, som hyrde kyrkan vid Johannelunds gård under 1970-talet. 15 odlingslotter för Buka (nr 98-113) kom med i föreningen 1977. Namnet Buka finns angivet för det område där Johannelunds gård ligger och det finns på en karta från 1743.
Koloniområdet är också klassat som speciellt intressant av arborister tack vare sitt ekbestånd. Inom området finns ett sextiotal ekar. En av Stockholms äldsta ekar finns i området, eken är ca 800 år gammal.
Johannelunds område gränsar till Minnebergs område. Det finns två koloniträdgårdsföreningar i Minnebergs närhet. Båda föreningarna består av odlingslotter utan stugor. Johannelunds koloniträdgårdsföreningen är den större och bildades 1972. Minnebergsskogens trädgårdsförening bildades i början av 1990-talet och ligger norr om Minneberg i Minnebergsskogen, norr om Minnebergsvägen. Själva kolonilottsområdet var tidigare köksträdgård till en av de gamla disponentvillorna ovanför industriområdet, som sedan blev bostadsområdet Minneberg.